# Avvistamento UFO dell'Aeroporto Internazionale di Chicago-O'Hare
L'avvistamento UFO dell’aeroporto internazionale di Chicago-O’Hare è un presunto avvistamento di UFO verificatosi nel novembre 2006 nel cielo dell’Aeroporto Internazionale di Chicago-O'Hare da parte di una decina di impiegati in servizio nello scalo aereo. È ritenuto uno dei più famosi avvistamenti di UFO avvenuti negli USA in epoca recente. 

## L’avvistamento
Il 7 novembre 2006 alle 16.15 un addetto alla rampa in servizio presso l’uscita C-17 dell'Aeroporto Internazionale di Chicago-O'Hare era impegnato nei preparativi della partenza del Volo 446 dell’United Airlines diretto a Charlotte quando vide in cielo un oggetto a forma di disco. L’impiegato chiamò per radio il suo coordinatore, segnalando la cosa. L’oggetto fu osservato anche da altre persone, che sentirono la conversazione alla radio e si precipitarono fuori a vedere; tra gli altri testimoni, vi furono due supervisori dell’United Airlines e due piloti che si trovavano vicino all’uscita C-17.  L’avvistamento durò circa 15 minuti e alle 16,30 l’oggetto sparì tra le nubi ad alta velocità, lasciando un buco blu nello strato di nubi che restò aperto per 15 minuti. Secondo le dichiarazioni dei testimoni, l’oggetto si trovava ad un’altezza di circa 1.900 piedi (circa 570 metri), era di colore grigio scuro, non emetteva alcuna luce e non faceva rumore. Il diametro dell’oggetto è stato stimato fra i 2 e i 7 metri. Secondo alcune fonti, uno dei testimoni avrebbe scattato una foto dell’oggetto, ma questa persona non è stata identificata e la foto non è mai stata resa pubblica. Su internet sono state pubblicate alcune foto ritenute false ed anche un video, che l'ufologo del MUFON Sam Maranto ha giudicato come "ripreso da un'angolazione impossibile".

## Il caso nei media
L’avvistamento, subito segnalato al NUFORC, fu inizialmente ignorato dai mezzi di comunicazione finché il 1º gennaio 2007 il Chicago Tribune pubblicò un articolo del giornalista Jon Hilkevitch, che dopo essere stato informato dal NUFORC indagò sull’evento. La notizia fu ripresa dall’Associated Press e pubblicata su altri giornali statunitensi. Successivamente l’argomento fu trattato dalle reti televisive CNN, CBS, MSNBC e Fox News e dalla rete radiofonica NPR. L’11 febbraio 2009 la rete televisiva History Channel dedicò all’avvistamento una puntata del programma televisivo UFO Hunters che fu intitolata Aliens at the Airport.

## Spiegazioni ufficiali
La FAA dichiarò inizialmente di non avere informazioni sull’avvistamento, ma il Chicago Tribune fece una richiesta ai sensi del Freedom of Information Act, per cui l‘agenzia ordinò un’inchiesta interna. Risultò così che un dirigente della FAA aveva ricevuto una chiamata da parte di un supervisore dell’United Airlines sull’avvistamento di un oggetto sconosciuto da parte di alcuni impiegati. La FAA accertò che nessun oggetto era stato avvistato dal radar e neanche osservato dagli addetti alla torre di controllo e concluse che si era trattato di un fenomeno atmosferico; inoltre comunicò che non vi sarebbero state ulteriori inchieste. La posizione dell’agenzia ha provocato la contrarietà degli investigatori ufologici, secondo cui la FAA, che dovrebbe vigilare sulla sicurezza dei voli, non avrebbe dovuto ignorare l’avvistamento di un oggetto sconosciuto nel cielo di uno dei più trafficati aeroporti del mondo. Alcuni testimoni intervistati dal Chicago Tribune hanno espresso la loro sorpresa per la decisione della FAA.

## Interpretazioni
Il caso è stato studiato dal NARCAP in collaborazione con gli ufologi del MUFON e del CUFOS; nel marzo 2007 è stato pubblicato sull’evento un rapporto di 155 pagine. Secondo le conclusioni degli ufologi, non si sarebbe trattato di un fenomeno atmosferico e neanche di un pallone aerostatico o di un velivolo civile o militare, pertanto l’avvistamento va classificato come “non spiegato”. Il mancato rilevamento da parte del radar non significa che non ci fosse alcun oggetto, dato che i radar aeroportuali non sono configurati per rilevare oggetti stazionari o che si muovono ad altissime velocità. Anche l'ufologo Stanton Friedman ha contestato la spiegazione ufficiale della FAA nel programma radiofonico Coast to Coast dell'emittente Premiere Networks, mentre Kevin Randle ha affermato che quest'avvistamento è tra i pochissimi, tra quelli di epoca recente, ad essere stato oggetto di insabbiamento.  
Lo scettico Robert Sheaffer ha sottolineato che non sono stati riportati avvistamenti da parte del personale aeroportuale in servizio presso le uscite limitrofe alla C-17 e ciò è fonte di dubbi. Sheaffer concorda con la spiegazione ufficiale che ha attribuito l’evento ad un fenomeno atmosferico ed ha affermato di ritenere giusta la decisione della FAA di non effettuare ulteriori indagini perché non c’era proprio nulla su cui indagare.